# Flughafen Port Hardy

i7
i11
i13
Der Port Hardy Airport ist ein regionaler Flughafen im Norden auf Vancouver Island, in der kanadischen Provinz British Columbia.
Der Platz ist durch Nav Canada als Airport of Entry („AoE/15“ für die Allgemeine Luftfahrt mit bis zu 15 Reisende) klassifiziert. Auf Grund der Verfügbarkeit von Angehörige der Canada Border Services Agency ist hier eine Einreise aus dem Ausland grundsätzlich möglich.

## Lage
Der Regionalflughafen liegt etwa 10 Kilometer südöstlich des Zentrums von Port Hardy, aber noch auf Gemeindegebiet. Südwestlich des Flughafens verläuft der Highway 19 und nordöstlich grenzt er an die Gewässer der Königin-Charlotte-Straße.

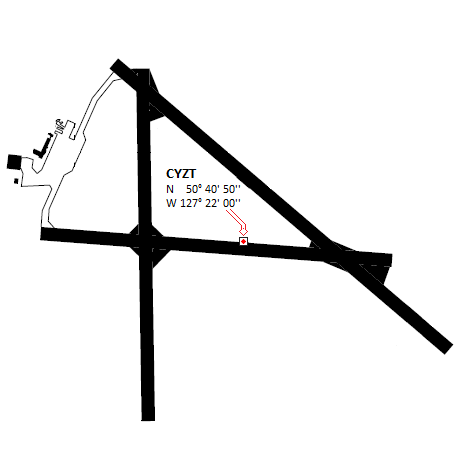
Flughafen-Layout

## Start- und Landebahnen
Der Flughafen verfügt über drei Start- und Landebahnen:
- Landebahn 08/26, Länge 1372 m, Breite 45 m, Asphalt.
- Landebahn 11/29, Länge 1524 m, Breite 45 m, Asphalt.
- Landebahn 16/34, Länge 1214 m, Breite 45 m, Asphalt.

## Verkehrsanbindung
An den öffentlichen Personennahverkehr ist der Flughafen durch eine Buslinie des „Mount Waddington Transit System“ angebunden, welches von BC Transit in Kooperation betrieben wird. Das System bietet nicht nur eine Verbindung nach Port Hardy, sondern mit Umsteigen auch zum südlich gelegenen Port McNeill.